# دهستان دویره
دهستان دویره، دهستانی از توابع بخش چغادک شهرستان بوشهر در استان بوشهر ایران است.
این دهستان در تاریخ ۸ دی ۱۳۹۸ تصویب و ایجاد شد.

## جمعیت
براساس سرشماری عمومی نفوس و مسکن در سال ۱۳۹۵،جمعیت دهستان دویره برابر با ۶،۲۱۱ نفر بوده‌است.